# Bistum Clogher
Das Bistum Clogher (lateinisch Dioecesis Clogheriensis, irisch Deoise Chlochair, englisch Diocese of Clogher) ist eine in Nordirland und Irland (Éire) gelegene römisch-katholische Diözese mit Sitz in Monaghan.

## Geschichte
Das Bistum Clogher wurde im Jahre 454 durch Papst Leo den Großen errichtet. 1152 wurde das Bistum Clogher dem Erzbistum Armagh als Suffraganbistum unterstellt.

## Weblinks

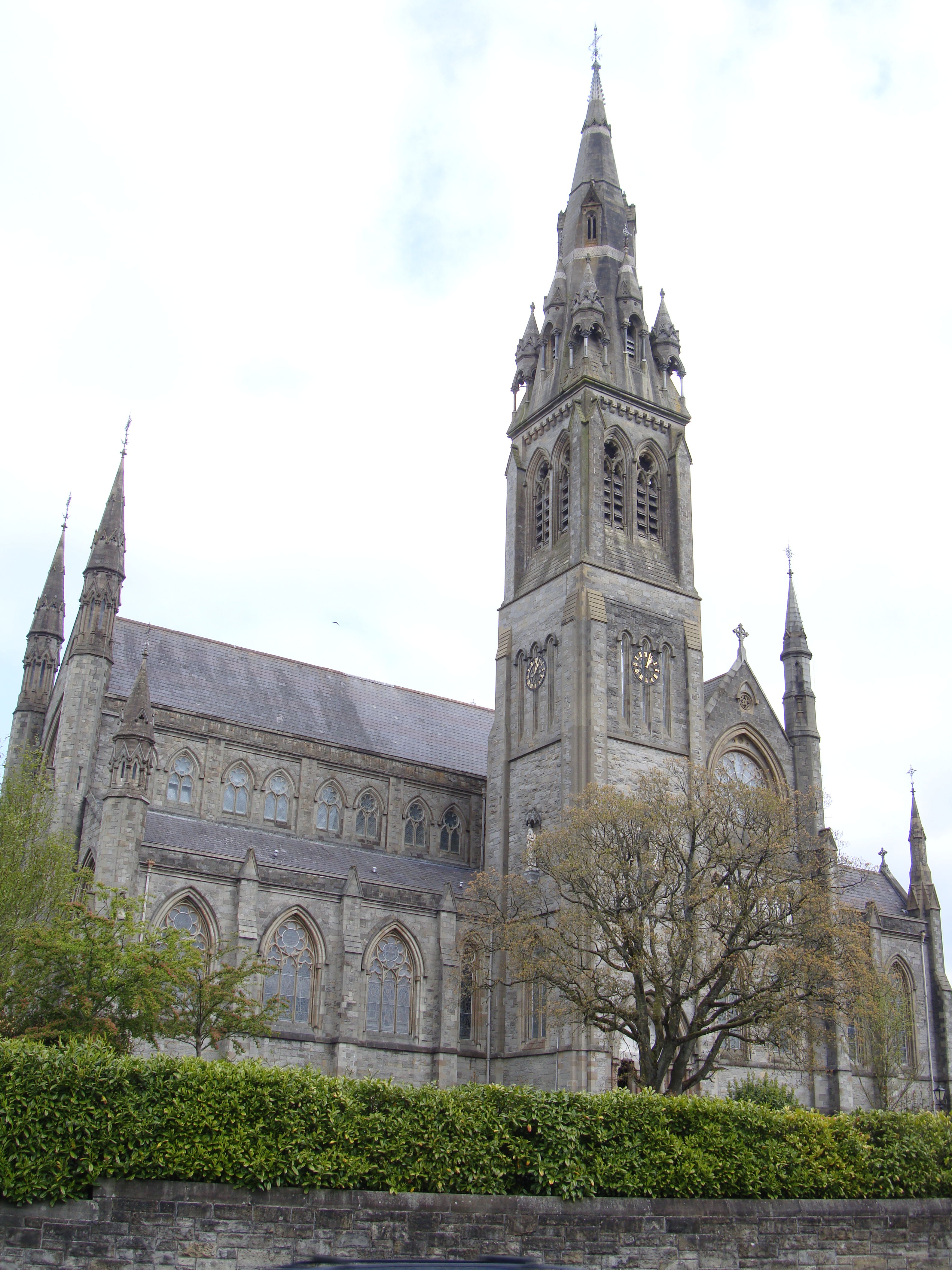
St. Macartan’s Cathedral
Ard-Eaglais Mhic Cairthinn